# Zekes (musikgrupp)
Zekes var ett dansband, bildat i januari 2009 i Skara i Sverige. Bandet deltog i Dansbandskampen 2009, där man gick till final. Den 27 december 2009 gick man in på Svensktoppen  med låten "I ett fönster".
I juni 2012 meddelade SR Skaraborg att bandet lägger av, efter 2012 års sommarturné, med sista spelningen på Matfestivalen i Skövde i augusti samma år.

## Medlemmar
- Rickard Carlsson (sång, gitarr)
- Mathias Johansson (bas)
- Jakob Stenseke (saxofon, gitarr, sång)
- Anton Johansson (klaviatur, saxofon, sång)
- Simon Warnskog (trummor)

Melodier på Svensktoppen
- I ett fönster- 2009

- Samma sak- 2012

## Diskografi

### Album
| Titel          | Utgivning |
| -------------- | --------- |
| En så'n natt   | 2010      |
| Vi lyfter igen | 2011      |

### Singlar
| Titel              | Utgivning |
| ------------------ | --------- |
| Vi lyfter igen     | 2011      |
| Victoria           | 2010      |
| I ett fönster      | 2009      |
| Frosty the Snowman | 2009      |